# Erik Expósito
Erik Alexander Expósito Hernández (Santa Cruz de Tenerife, 23 giugno 1996) è un calciatore spagnolo, attaccante dell'Al-Ahli Doha.

## Caratteristiche tecniche
È un centravanti.

## Carriera
Nato a Santa Cruz de Tenerife nelle Isole Canarie, Expósito è entrato a far parte del settore giovanile del Malaga nel gennaio 2015, dopo aver giocato nelle giovanili di AJ Unión La Paz, CD Verdellada, CD Paracuellos, Atlético Barranco Hondo e ADM Lorquí. Ha fatto il suo debutto con la seconda squadra il 27 settembre dello stesso anno, subentrando a Kuki Zalazar nella vittoria casalinga per 5-0 contro l'Atarfe Industrial in Tercera División.
Il 2 gennaio 2016 è stato ceduto in prestito fino a giugno al Deportivo Rayo Cantabria. Dopo essere diventato un titolare fisso, il 18 luglio si è trasferito al Las Palmas, dove è stato inserito nella rosa della seconda squadra.
Il 26 aprile 2017 Expósito ha fatto il suo debutto in prima squadra, e nella Liga, partendo da titolare nella sconfitta per 0-3 in trasferta contro il Leganés. Il 16 giugno, è stato promosso in prima squadra in vista della stagione 2017-2018.
Expósito ha segnato il suo primo gol da professionista il 5 marzo 2018, realizzando l'unica rete della sua squadra nella sconfitta per 1-2 in casa del Celta Vigo. Durante la stagione gioca dieci partite con la prima squadra, conclusasi con la retrocessione.
Il 31 agosto 2018, Expósito è stato ceduto in prestito al Córdoba per un anno. Il 25 gennaio successivo, a causa del suo scarso utilizzo, viene richiamato dal prestito.
Il 27 giugno 2019 ha firmato un contratto triennale con i polacchi dello Śląsk Breslavia, dopo che era scaduto il contratto con il Las Palmas. Il 21 settembre, ha segnato una tripletta nel 4-4 casalingo contro i rivali locali dello Zagłębie Lubin.

## Statistiche

### Presenze e reti nei club
Statistiche aggiornate al 25 ottobre 2024.
| Stagione                   | Squadra                    | Campionato                 | Campionato | Campionato | Coppe nazionali | Coppe nazionali | Coppe nazionali | Coppe continentali | Coppe continentali | Coppe continentali | Altre coppe | Altre coppe | Altre coppe | Totale | Totale |
| Stagione                   | Squadra                    | Comp                       | Pres       | Reti       | Comp            | Pres            | Reti            | Comp               | Pres               | Reti               | Comp        | Pres        | Reti        | Pres   | Reti   |
| -------------------------- | -------------------------- | -------------------------- | ---------- | ---------- | --------------- | --------------- | --------------- | ------------------ | ------------------ | ------------------ | ----------- | ----------- | ----------- | ------ | ------ |
| 2016-2017                  | Las Palmas                 | PD                         | 2          | 0          | CR              | -               | -               | -                  | -                  | -                  | -           | -           | -           | 2      | 0      |
| 2016-2017                  | Las Palmas Atlético        | TD                         | 30         | 23         | -               | -               | -               | -                  | -                  | -                  | -           | -           | -           | 30     | 23     |
| 2017-2018                  | Las Palmas Atlético        | SDB                        | 24         | 8          | -               | -               | -               | -                  | -                  | -                  | -           | -           | -           | 24     | 8      |
| 2017-2018                  | Las Palmas                 | PD                         | 9          | 1          | CR              | -               | -               | -                  | -                  | -                  | -           | -           | -           | 9      | 1      |
| Totale Las Palmas          | Totale Las Palmas          | Totale Las Palmas          | 11         | 1          |                 | -               | -               |                    | -                  | -                  |             | -           | -           | 11     | 1      |
| 2018-gen. 2019             | Córdoba                    | SD                         | 7          | 0          | CR              | 3               | 0               | -                  | -                  | -                  | -           | -           | -           | 10     | 0      |
| gen.-giu. 2019             | Las Palmas Atlético        | SDB                        | 15         | 3          | -               | -               | -               | -                  | -                  | -                  | -           | -           | -           | 15     | 3      |
| Totale Las Palmas Atlético | Totale Las Palmas Atlético | Totale Las Palmas Atlético | 69         | 34         |                 | -               | -               |                    | -                  | -                  |             | -           | -           | 69     | 34     |
| 2019-2020                  | Śląsk Breslavia            | EK                         | 35         | 8          | CP              | 1               | 0               | -                  | -                  | -                  | -           | -           | -           | 36     | 8      |
| 2020-2021                  | Śląsk Breslavia            | EK                         | 27         | 9          | CP              | 0               | 0               | -                  | -                  | -                  | -           | -           | -           | 27     | 9      |
| 2021-2022                  | Śląsk Breslavia            | EK                         | 28         | 11         | CP              | 1               | 0               | UECL               | 5                  | 1                  | -           | -           | -           | 34     | 12     |
| 2022-2023                  | Śląsk Breslavia            | EK                         | 29         | 7          | CP              | 4               | 3               | -                  | -                  | -                  | -           | -           | -           | 33     | 10     |
| 2023-2024                  | Śląsk Breslavia            | EK                         | 33         | 19         | CP              | 1               | 0               | -                  | -                  | -                  | -           | -           | -           | 34     | 19     |
| Totale Śląsk Breslavia     | Totale Śląsk Breslavia     | Totale Śląsk Breslavia     | 152        | 54         |                 | 7               | 3               |                    | 5                  | 1                  |             | -           | -           | 164    | 58     |
| 2024-2025                  | Al-Ahli Sports Club        | QSL                        | 7          | 1          | QSC             | 2               | 1               | -                  | -                  | -                  | -           | -           | -           | 9      | 2      |
| Totale carriera            | Totale carriera            | Totale carriera            | 246        | 90         |                 | 12              | 4               |                    | 5                  | 1                  |             | -           | -           | 263    | 95     |

## Palmarès

### Individuale
- Capocannoniere del campionato polacco: 1

2023-2024 (18 gol)